# Kowalewskie
Kowalewskie (deutsch Kowalewsken) ist ein kleiner Ort in der polnischen Woiwodschaft Ermland-Masuren, der zur Landgemeinde Wydminy (Widminnen) im Powiat Giżycki (Kreis Lötzen) gehört.

## Geographische Lage
Kowalewskie liegt am Ostufer des Jezioro Gawlik (deutsch Gablick-See) in der östlichen Mitte der Woiwodschaft Ermland-Masuren. Die Kreisstadt Giżycko (Lötzen) liegt 24 Kilometer in westlicher Richtung entfernt.

## Geschichte
Der seinerzeit Kowalewsken genannte heutige Weiler (polnisch osada) bestand vor 1945 aus ein paar kleinen Höfen und Gehöften. Die frühere Landgemeinde war etwa 1898 aus der Vereinigung der beiden Landgemeinden Groß- und Klein Kowalewsken entstanden. Beide waren sie noch 1874 getrennt in den Amtsbezirk Orlowen (polnisch Orłowo) eingegliedert worden, der – 1938 in „Amtsbezirk Adlersdorf“ umbenannt – bis 1945 bestand und zum Kreis Lötzen im Regierungsbezirk Gumbinnen (1905 bis 1945: Regierungsbezirk Allenstein)in der preußischen Provinz Ostpreußen gehörte.
Aufgrund der Bestimmungen des Versailler Vertrags stimmte die Bevölkerung im Abstimmungsgebiet Allenstein, zu dem Kowalewsken gehörte, am 11. Juli 1920 über die weitere staatliche Zugehörigkeit zu Ostpreußen (und damit zu Deutschland) oder den Anschluss an Polen ab. In Kowalewsken stimmten 100 Einwohner für den Verbleib bei Ostpreußen, auf Polen entfielen keine Stimmen.
Im Jahr 1925 zählte Kowalewsken 109 Einwohner.
Wohl noch vor 1933 fand die Eingemeindung Kowalewskens in die Nachbargemeinde Sczyballen (Ksp. Orlowen) (1938 bis 1945 Lorenzhall, polnisch Szczybały Orłowskie) statt. In Kriegsfolge kam der Ort 1945 mit dem gesamten südlichen Ostpreußen zu Polen und erhielt die polnische Namensform „Kowalewskie“. Heute ist das kleine Dorf eine Ortschaft im Verbund der Landgemeinde Wydminy (Widminnen) im Powiat Giżycki (Kreis Lötzen), vor 1998 der Woiwodschaft Suwałki, seither der Woiwodschaft Ermland-Masuren zugehörig.

## Religionen
Kowalewsken war bis 1945 in die evangelische Kirche Orlowen in der Kirchenprovinz Ostpreußen der Kirche der Altpreußischen Union und in die katholische Pfarrkirche St. Bruno Lötzen im Bistum Ermland eingepfarrt.
Heute gehört Kowalewskie zur evangelischen Kirchengemeinde Wydminy, einer Filialgemeinde der Pfarrei Giżycko in der Diözese Masuren der Evangelisch-Augsburgischen Kirche in Polen bzw. zur katholischen Kirche St. Kasimir in Orłowo im Bistum Ełk (Lyck) der Römisch-katholischen Kirche in Polen.

## Verkehr
Kowalewskie liegt nicht weit von der Woiwodschaftsstraße DW 655 entfernt und ist über eine Nebenstraße, die bei Pietrasze (Pietraschen, 1938 bis 1945 Petersgrund) in Richtung Orłowo abzweigt, zu erreichen.